# Alexandra Gončarova
Alexandra Vasil'evna Gončarova (1º aprile 1888 – 1964) è stata un'attrice russa, una delle prime del cinema muto russo.

## Filmografia parziale

### Attrice
- La canzone del negoziante Kalašnikov (1909)
- Un matrimonio russo nel XVI secolo (1909)
- Il nobile Orša (1909)
- Van'ka il dispensiere (1909)
- Le anime morte (1909)
- Vadim (1910)
- La dama di picche (1910)
- La sirena (1910)
- Oborona Sevastopolja (1911)
- La signorina-contadina (1916)